# Topolino cacciatore (film 1948)
Topolino cacciatore (Mickey Down Under) è un film del 1948 diretto da Charles A. Nichols. È un cortometraggio animato della serie Mickey Mouse, prodotto dalla Walt Disney Productions e uscito negli Stati Uniti il 19 marzo 1948, distribuito dalla RKO Radio Pictures. Il film ha lo stesso titolo di Moose Hunters. A partire dagli anni novanta è più noto come Topolino in Australia.
Nell'edizione originale del cortometraggio, James MacDonald dà per la prima volta la voce a Topolino, in precedenza sempre doppiato da Walt Disney.

## Trama
Topolino sta attraversando una piantagione di banane in Australia, staccando i frutti con un boomerang. Pluto è spaventato dal boomerang di Topolino e, tentando di morderlo, resta con la bocca intrappolata. Nel frattempo, Topolino trova un uovo di emù e cerca di prenderlo, facendo infuriare il proprietario. Mentre Topolino cerca di scappare dall'emù, arriva in soccorso Pluto, che  grazie al boomerang che ha in bocca riesce a mettere fuori combattimento l'uccello. Subito dopo il cane si libera del boomerang, ma esso insegue Topolino e Pluto, e i due scappano via dalla giungla in tutta fretta.

## Distribuzione

### Edizioni home video

#### VHS
Italia
- Cartoons Disney 5 (novembre 1985)[1]
- Sono io... Topolino (marzo 1990)[2]
- Videoparade volume n. 10 (settembre 1993)[3]
- Il mio eroe Topolino (marzo 2004)[4]

#### DVD
Il cortometraggio è incluso nei DVD Walt Disney Treasures: Topolino star a colori - Vol. 2, Topolino: sole, sale e sport, Il mio eroe Topolino, Topolino che risate! - Volume 4 e, come contenuto speciale, in quello di Bianca e Bernie nella terra dei canguri.